# Puchar Pięciu Narodów 1947
Puchar Pięciu Narodów 1947 – osiemnasta edycja Pucharu Pięciu Narodów, corocznego turnieju w rugby union rozgrywanego pomiędzy pięcioma najlepszymi zespołami narodowymi półkuli północnej, która odbyła się pomiędzy 1 stycznia a 19 kwietnia 1947 roku. Wliczając turnieje w poprzedniej formie, od czasów Home Nations Championship, była to pięćdziesiąta trzecia edycja tych zawodów. W turnieju zwyciężyły ex aequo Anglia i Walia.
Zgodnie z ówczesnymi zasadami punktowania dropgol był warty cztery punkty, podwyższenie dwa, natomiast przyłożenie i pozostałe kopy trzy punkty.

## Mecze
| 1 stycznia 1947 | Francja                                  | 8:3(8:3) | Szkocja      | Stade olympique Yves-du-Manoir, Colombes Widzów: 35 000 Sędzia: Cyril Gadney |
| 1 stycznia 1947 | Lassègue 3 (P) Terreau 3 (P) Prat 2 (pd) | 8:3(8:3) | Geddes 3 (K) | Stade olympique Yves-du-Manoir, Colombes Widzów: 35 000 Sędzia: Cyril Gadney |

| 18 stycznia 1947 | Walia                      | 6:9(3:5) | Anglia                              | Cardiff Arms Park, Cardiff Widzów: 43 000 Sędzia: R. Beattie |
| 18 stycznia 1947 | Evans 3 (P) Stephens 3 (P) | 6:9(3:5) | White 3 (P) Gray 2 (pd) Hall 4 (dg) | Cardiff Arms Park, Cardiff Widzów: 43 000 Sędzia: R. Beattie |

| 25 stycznia 1947 | Irlandia                     | 8:12(8:3) | Francja                                  | Lansdowne Road, Dublin Sędzia: J. Whittaker |
| 25 stycznia 1947 | McKay 3 (P) Mullan 5 (K, pd) | 8:12(8:3) | Lassègue 6 (2P) Prat 3 (P) Sorondo 3 (P) | Lansdowne Road, Dublin Sędzia: J. Whittaker |

| 1 lutego 1947 | Szkocja                       | 8:22(8:6) | Walia                                                                             | Murrayfield Stadium, Edynburg Widzów: 45 000 Sędzia: Michael Dowling |
| 1 lutego 1947 | Elliot 3 (P) Geddes 5 (K, pd) | 8:22(8:6) | Cleaver 3 (P) Jones 6 (2P) B. Williams 3 (P) L. Williams 3 (P) Tamplin 7 (K, 2pd) | Murrayfield Stadium, Edynburg Widzów: 45 000 Sędzia: Michael Dowling |

| 8 lutego 1947 | Irlandia                                           | 22:0(6:0) | Anglia | Lansdowne Road, Dublin Sędzia: Malcolm Allan |
| 8 lutego 1947 | McKay 3 (P) Mullan 13 (2P, K, 2pd) O'Hanlon 6 (2P) | 22:0(6:0) |        | Lansdowne Road, Dublin Sędzia: Malcolm Allan |

| 22 lutego 1947 | Szkocja      | 0:3 | Irlandia | Murrayfield Stadium, Edynburg Sędzia: Cyril Gadney |
| 22 lutego 1947 | Mullan 3 (P) | 0:3 |          | Murrayfield Stadium, Edynburg Sędzia: Cyril Gadney |

| 15 marca 1947 | Anglia                                                                            | 24:5(14:0) | Szkocja                     | Twickenham Stadium, Londyn Widzów: 60 000 Sędzia: Ivor David |
| 15 marca 1947 | Bennett 3 (P) Guest 3 (P) Henderson 3 (P) Holmes 3 (P) Heaton 8 (4pd) Hall 4 (dg) | 24:5(14:0) | Jackson 3 (P) Geddes 2 (pd) | Twickenham Stadium, Londyn Widzów: 60 000 Sędzia: Ivor David |

| 22 marca 1947 | Francja       | 0:3(0:3) | Walia | Stade olympique Yves-du-Manoir, Colombes Widzów: 35 000 Sędzia: Alan Bean |
| 22 marca 1947 | Tamplin 3 (K) | 0:3(0:3) |       | Stade olympique Yves-du-Manoir, Colombes Widzów: 35 000 Sędzia: Alan Bean |

| 29 marca 1947 | Walia                     | 6:0 | Irlandia | St. Helens Ground, Swansea Widzów: 36 000 Sędzia: J. Whittaker |
| 29 marca 1947 | Evans 3 (P) Tamplin 3 (K) | 6:0 |          | St. Helens Ground, Swansea Widzów: 36 000 Sędzia: J. Whittaker |

| 19 kwietnia 1947 | Anglia                    | 6:3(3:0) | Francja    | Twickenham Stadium, Londyn Widzów: 50 000 Sędzia: Trevor Jones |
| 19 kwietnia 1947 | Guest 3 (P) Roberts 3 (P) | 6:3(3:0) | Prat 3 (K) | Twickenham Stadium, Londyn Widzów: 50 000 Sędzia: Trevor Jones |

## Inne nagrody
- Calcutta Cup –  Anglia (po zwycięstwie nad Szkocją)
- Drewniana łyżka –  Szkocja (za zajęcie ostatniego miejsca w turnieju)